# Skároš
Skároš – wieś (obec) na Słowacji położona w kraju koszyckim, w powiecie Koszyce-okolice. Pierwsze wzmianki o miejscowości pochodzą z roku 1270. 
Według danych z dnia 31 grudnia 2012, wieś zamieszkiwało 1098 osób, w tym 561 kobiet i 537 mężczyzn.
W 2001 roku rozkład populacji względem narodowości i przynależności etnicznej wyglądał następująco:
- Słowacy – 97,83%
- Czesi – 0,1%
- Polacy – 0,1%
- Romowie – 0,1%
- Węgrzy – 0,1%

Ze względu na wyznawaną religię struktura mieszkańców kształtowała się w 2001 roku następująco:
- Katolicy rzymscy – 86,57%
- Grekokatolicy – 1,97%
- Ewangelicy – 0,99%
- Ateiści – 0,69%
- Nie podano – 2,17%